# Kitty Crowther

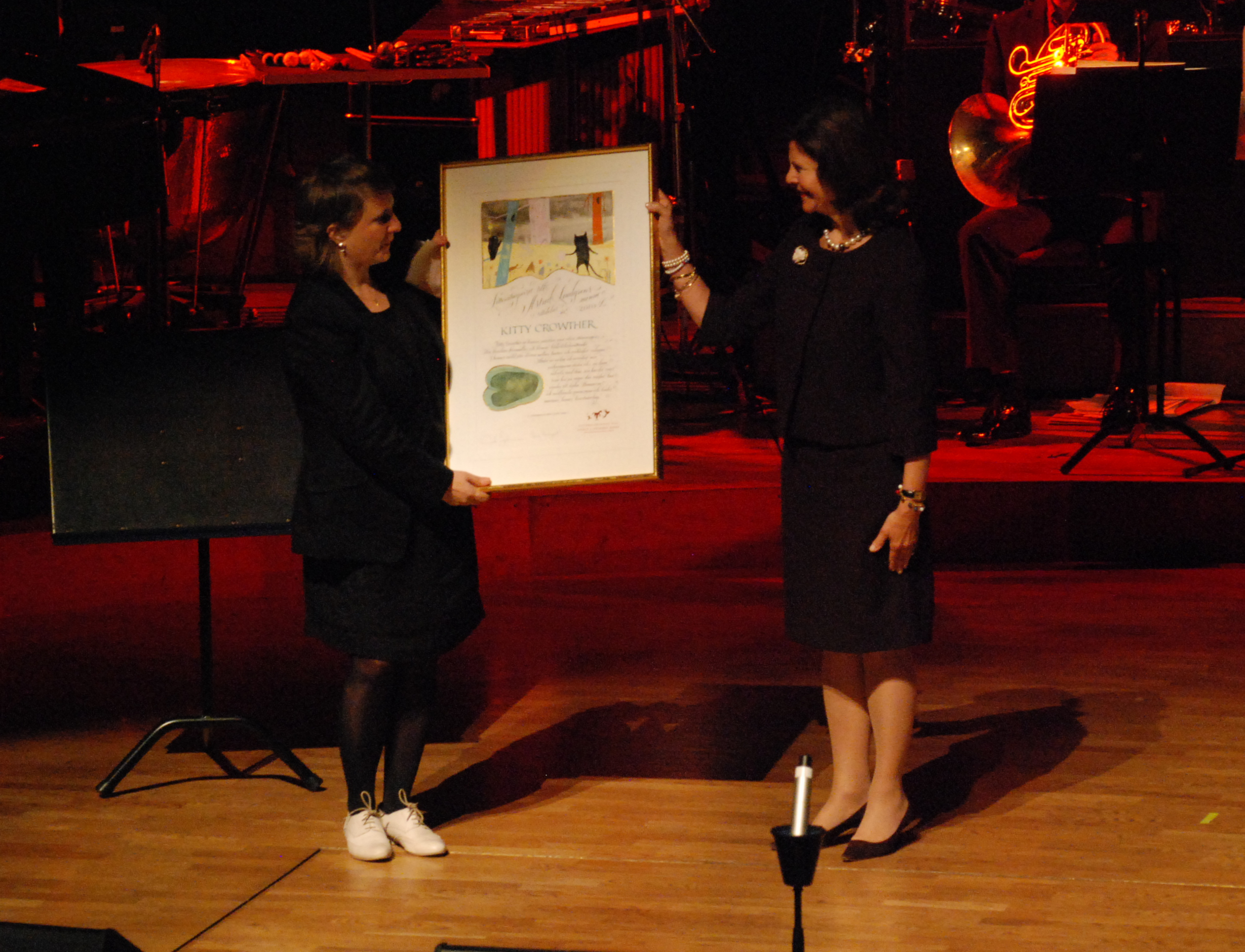
Recibiendo el premio Astrid Lindgren

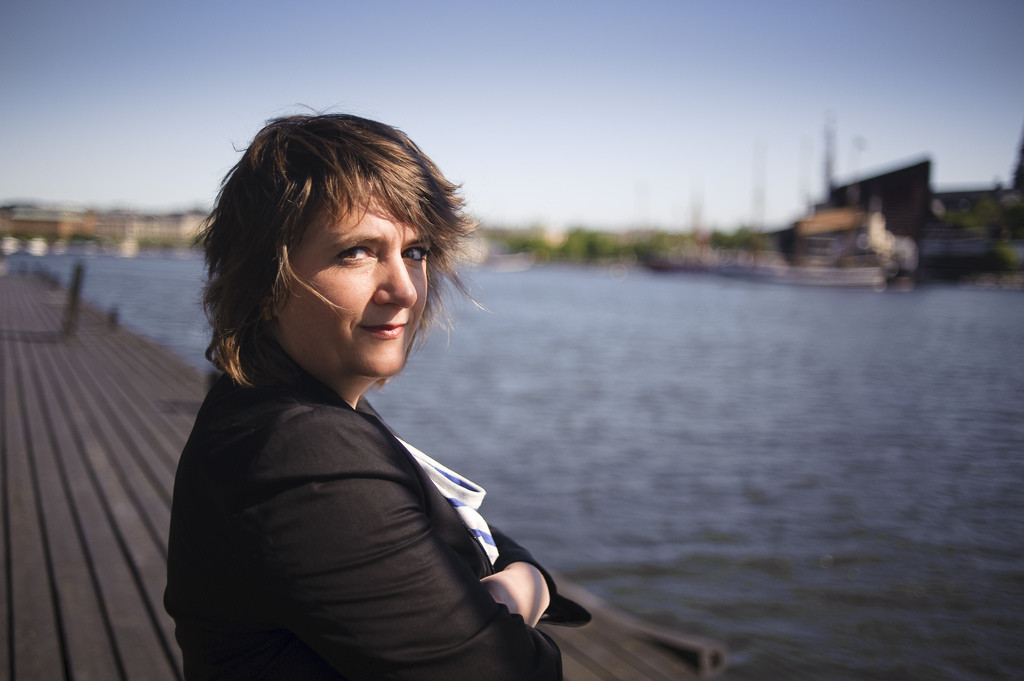
Kitty Crowther en Suecia

Kitty Crowther, de padre inglés y de madre sueca, nace el 4 de abril de 1970 en Uccle, Bruselas. Comienza sus estudios de Bellas Artes en la Academia Real de Bellas Artes de Bruselas y los continua en la Escuela Superior de Arte de Saint-Luc. Su infancia influirá en su visión del mundo y en la creación de sus futuros libros. Nació con un problema de audición y empezó a hablar hasta los 4 años. Pasa gran parte de su niñez en Veere, una pequeña localidad costera de la provincia de Zelande, en los Países Bajos. Muchos recuerdos de esta época aparecen en obras como Le grand désordre (El gran desorden) o Mon ami Jim (Mi amigo Jim). En 2010, Kitty Crowther recibe el premio Astrid Lindgren, el premio más prestigioso que existe en literatura infantil y juvenil. Su trabajo es altamente apreciado por la crítica internacional y sus libros han sido traducidos a más de veinte lenguas.

### Características de su obra
En sus libros, Kitty Crowther aborda sujetos esenciales de la vida tales como la amistad, la soledad, la pérdida de un ser querido (Moi et Rien), sucesos cotidianos como el miedo (Scritch scratch dip clapote ! ), la espera, el tiempo que pasa (Alors ?) o los pequeños triunfos de cada día (la serie Poka y Mine). Como tema transversal, la naturaleza está muy presente en sus obras.
Obras como autora e ilustradora publicadas en lengua francesa:
- Mon Royaume, publicado por L'École des loisirs, 1994.
- Va faire un tour, publicado por L'École des loisirs, 1995.
- Mon ami Jim, publicado por L'École des loisirs, 1996.
- Lily au royaume des nuages, publicado por L'École des loisirs, 1997.
- Trois histoires folles de Monsieur Pol, publicado por L'École des loisirs, 1999.
- Pour sa naissance, publicado por Albin Michel Jeunesse, 2000.
- Moi et rien, publicado por L’École des loisirs, 2000.
- Le Bain d'Elias, publicado por L'École des loisirs, 2001.
- Scritch scratch dip clapote !, publicado por L'École des loisirs, 2002.
- L'Enfant racine, publicado por L'École des loisirs, 2003.
- La Visite de la Petite Mort, publicado por L'École des loisirs, 2004.
- Petits meurtres et autres tendresses, Seuil, 2004.
- Poka & Mine. Le Réveil, publicado por L'École des loisirs, 2005.
- Poka & Mine. Les nouvelles ailes, publicado por L'École des loisirs, 2005.
- Le Grand Désordre, publicado por Seuil, 2005.
- Alors ?, publicado por L'École des loisirs, 2006.
- Poka & Mine. Au musée, publicado por L'École des loisirs, 2007.
- Poka & Mine. Au cinéma, publicado por L'École des loisirs, 2007.
- Poka & Mine. Au fond du jardin, publicado por L'École des loisirs, 2007.
- Annie du lac, publicado por L'École des loisirs, 2009. Recibe el Premio Baobab del libro en el Salón del libro de Montreuil, Paris, en 2009.
- Le petit homme et Dieu, publicado por L'École des loisirs, 2010.
- Poka & Mine. Le football, publicado por L'École des Loisirs, 2010.
- Poka & Mine. À la Pêche, publicado por L'École des Loisirs, 2013.
- Mère Méduse, publicado por Pastel-L'École des loisirs, 2014.
- Poka & Mine. Un Cadeau pour Grand-mère, publicado por L'École des Loisirs, 2016.
- Petites histoires de Nuits, publicado por L'École des Loisirs, 2017.
- Je veux un chien et peu importe lequel, publicado por L'École des Loisirs, 2021.